# マイリトルポニー・ガールズ: 虹の冒険
『マイリトルポニー: エクエストリア・ガールズ - 虹の冒険』（原題: My Little Pony: Equestria Girls – Rainbow Rocks）は、2014年にアメリカ合衆国およびカナダで制作されたアニメーション映画。『マイリトルポニー』シリーズの第2作目となる劇場版作品。

## 概要
第1作『マイリトルポニー: エクエストリア・ガールズ』の続編。キャラクター設定などが掘り下げられ、世界観を広めることに成功している。本作は音楽がテーマで、数多くの曲が挿入されている（#音楽参照）。物語は、前作でヴィランとして登場したサンセットシマーがメーン6と打ち解けて完全に改心するまでを描く。ポニー姿のキャラクターは前作以上に登場が少なくなっている。その他、本作の公開にさきがけ、主人公達がバンド結成に至るきっかけなどをコメディタッチで描くショートストーリーがYouTubeで配信された。
日本では、2015年10月12日にネットフリックスで日本語吹き替え版が配信された。吹き替え翻訳は寺尾知寿子、演出は打越領一が担当。メインキャストは、前作と同じく、日本で放映された『マイリトルポニー〜トモダチは魔法〜』と同じ。なお、邦題には「冒険」と入っているが、冒険譚というわけではなく、今回も物語はほとんどキャンタロット高校とその周辺だけで進行している。

## ストーリー
人間界のキャンタロット高校で「ミュージック・フェスティバル」が開催されることになり、前作で絆を取り戻した5人もレインボーダッシュを中心に「レインブームス」というバンドを結成していた。しかし、ダズリングスという3人組が現れると、その歌声によって生徒の競争心が煽り立てられ、和やかな音楽祭はギスギスとした音楽トーナメントに変えられてしまう。前作の友情の魔法の効力でダズリングスに洗脳されなかった5人とサンセットシマーは、エクエストリア（ポニー世界）からトワイライトを呼び寄せ、共にダズリングスに立ち向かう。

## 登場キャラクター
ゲストキャラクター以外はマイリトルポニー〜トモダチは魔法〜#登場キャラクターも参照。
レインブームス （Rainbooms）
レインボーダッシュの呼びかけで結成したバンドグループ。それぞれが楽器を担当することになったきっかけは短編で描かれている。
- レインボーダッシュ：ギター兼リードボーカル
- ピンキーパイ：ドラム
- アップルジャック：ベース
- ラリティ：ショルダーキーボード
- フラッターシャイ：タンバリン
- トワイライトスパークル：途中参加。レインボーダッシュからリードボーカルを譲り受ける。
- サンセットシマー：途中参加。セイレーンとの対決時にリードボーカル、トワイライトの帰還後はギターを担当することになる。

ダズリングス （Dazzlings）
本作のヴィランズ。海の魔物として知られる3頭のセイレーンが、人間界に追放されて女子高生の姿で生活をしている。
セイレーン時の姿は、アダージョが黄金色、アリアが紫色、ソナタが水色。攻撃は口から発する超音波光線。その威力は、当初レインブームスを圧倒していた。
ポニーではないが、ダズリングスにもキューティーマークが設定されており、全員共通して音楽の記号になっている。
三人の歌声には人々に不和をもたらす魔力があり、秘密裏に周囲で揉め事を発生させては、マイナスエネルギーを赤い宝石に溜め込んでいる。この宝石がなければ魔法が使うこともできないばかりか、ただの音痴な女子高生になってしまうという弱点がある。そのため、宝石を触られることには最も警戒している。
前作でトワイライトらがサンセットシマーを倒した膨大な魔法の力を目撃したことから、本格的に活動を開始。キャンタロット高校で開催される「ミュージック・フェスティバル」に乗り込み、校内に争いの火種を蒔いていく。生徒はほとんど洗脳されたばかりか、セレスティア校長やルナ教頭まで洗脳されてしまった。
レインボーダッシュらは魔法の力で洗脳されず、ダズリングスの目的に気づいたトワイライト率いる「レインブームス」と全面対決を起こす。
レインブームスを仲違いさせ、そのマイナスエネルギーをも奪い取ることに成功したことで、勝利を確信。コンサート会場に集まった全生徒からエネルギーを吸い取ってセイレーンに戻ったことで、超音波攻撃を駆使してトワイライトらを圧倒するも、サンセットシマーを加え再び結束したレインブームスの前に敗北した。
アダージョ・ダズル （Adagio Dazzle）
声 - 嶋村侑 / カズミ・エバンス
ダズリングスのリーダー。オレンジ色の縮毛をポニーテールにしたボリュームのある髪型が特徴。キューティーマークは、黄金色の宝石の上にト音記号。
3人の中では唯一の頭脳派で悪知恵に長け、作戦の立案・指揮を担当している。独裁的で傲慢な性格だが、意外と面倒見も良く、いつもくだらない喧嘩ばかりしているアリアとソナタには頭を痛めている。また、この2人と違って人間界にも理解を示しており、こちらの世界も彼女なりに楽しんでいる様子である。
トワイライトらを仲間割れさせ、メンバーをギリギリまで追い詰め、マイナスエネルギーを吸収してセイレーンに戻る目的を達成した強敵の一人。
アリア・ブレイズ（Aria Blaze）
声 - 高垣彩陽 / マリカ・ヘンドリクス
紫色のツインテールが特徴のメンバー。キューティーマークは、フォルテ記号の上に星。
皮肉屋で常にムスッとした顔をしている。ソナタほどでないが、あまり頭は良くないようで、状況を呑み込めないことがある。
アダージョの命令には基本忠実だが、何も考えていないソナタとは違い、全面的にはアダージョを支持していない。また、ソナタとも仲が悪く、よく子どもじみた喧嘩をしている。いつも呆れたような目でソナタのボケにアダージョが突っ込むのを観察してるが、自らも知らないうちに喧嘩に乗ってしまっている。
ソナタ・ダスク （Sonata Dusk）
声 - 潘めぐみ / ケリー・シェリダン
水色のポニーテールが特徴のメンバー。キューティーマークは、ハートの上にギザギザの8分音符。
天然気味で口が軽く、作戦内容を理解できず2人から呆れられている。一見すると無邪気な少女だが、アダージョらのサンセットシマーへの悪口に便乗するなど、性格は悪い。ピンキーと思考が似ているのか、スニップスとスネイルズのラップに一同が引いてる中、彼女とピンキーだけはノリノリだった。
人間界には不満そうな顔を見せるが、タコスは好物なのか、食堂でタコスが出るというポスターを見つけて目を輝かせていた。

## キャスト
| 役名                                | 原語版声優                   | 日本語吹き替え |
| ----------------------------------- | ---------------------------- | -------------- |
| トワイライトスパークル / サイトワイ | タラ・ストロング             | 沢城みゆき     |
| ピンキーパイ                        | アンドリア・リブマン         | 三森すずこ     |
| レインボーダッシュ                  | アシュリー・ボール           | 橘田いずみ     |
| アップルジャック                    | アシュリー・ボール           | 徳井青空       |
| ラリティ                            | タバサ・セント・ジェルマン   | 佐々木未来     |
| フラッターシャイ                    | アンドリア・リブマン         | 加藤英美里     |
| スパイク                            | キャシー・ウェーゼルク       | くまいもとこ   |
| サンセットシマー                    | レベッカ・ショイチェット     | 小清水亜美     |
| フラッシュセントリー                | ヴィンセント・トン           | 野島健児       |
| トリクシー                          | キャサリン・バー             | 柚木涼香       |
| アダージョ・ダズル                  | カズミ・エバンス             | 嶋村侑         |
| アリア・ブレイズ                    | ダイアナ・カアリーナ         | 高垣彩陽       |
| ソナタ・ダスク                      | マリア・ヘンドリクス         | 潘めぐみ       |
| セレスティア校長                    | ニコール・オリバー           | 井上喜久子     |
| ルナ教頭                            | タバサ・セント・ジェルマン   | 本田貴子       |
| スニップス                          | リー・トッカー               | 山口勝平       |
| スネイルズ                          | リチャード・イアン・コックス | 石田彰         |
| アップルブルーム                    | ミシェル・クリバー           | 大谷育江       |
| ビッグマッキントッシュ              | ピーター・ニュー             | 白熊寛嗣       |
| フォトフィニッシュ                  | タバサ・セント・ジェルマン   | 愛河里花子     |
| 配達ポニー                          | ピーター・ニュー             | あべそういち   |
| オクタヴィア                        | カズミ・エバンス             | 吉田麻実       |

## 音楽
音楽をテーマにしているだけあって、数多くの挿入歌が登場し、また公開に前後してオリジナルのミュージックビデオもYouTubeで複数配信された。主題歌および挿入歌の作曲は全て、ダニエル・イングラム、カレブ・チャン、トレイバー・ホフマンが担当している。2014年9月10日からiTunes Storeでサウンドトラックが配信されている。
- オープニングテーマ - "Rainbow Rocks"
  - 作詞 - ダニエル・イングラム / 歌 - レインブームス（レベッカ・ショイチェット、アシュリー・ボール、シャノン・チャン・ケント、アンドレア・リブマン、カズミ・エバンス）
- 挿入歌
  - "Better Than Ever"
    - 作詞 - ダニエル・イングラム、ミーガン・マッカーシー / 歌 - レインブームス（トワイライトスパークルを除く）

  - "Battle"
    - 作詞 - ダニエル・イングラム、ミーガン・マッカーシー / 歌 - ダズリングス（カズミ・エバンス、マデリン・メルロ、シャイロ・シャリティ）およびコーラス
    - サウンドトラックでは曲名が"Let's Have a Battle (of the Bands)"になっている。

  - "Bad Counter Spell"
    - 作詞 - ミーガン・マッカーシー / 歌 - トワイライトスパークル（レベッカ・ショイチェット）
    - サウンドトラック未収録。

  - "Shake Your Tail"
    - 作詞 - エイミー・キーティング・ロジャース、ダニエル・イングラム / 歌 - レインブームス

  - "Under Our Spell"
    - 作詞 - ミーガン・マッカーシー / 歌 - ダズリングス

  - "Tricks Up My Sleeve"
    - 作詞 - ダニエル・イングラム、ミーガン・マッカーシー / 歌 - トリクシー・アンド・ジ・イリュージョンズ（キャサリン・バー、カイリー・ジョンストン）

  - "Awesome as I Wanna Be"
    - 作詞 - ダニエル・イングラム、ミーガン・マッカーシー / 歌 - レインボーダッシュ（アシュリー・ボール）およびコーラス（レインボーダッシュ以外のレインブームス）

  - "Welcome to the Show"
    - 作詞 - ダニエル・イングラム、ミーガン・マッカーシー / 歌 - ダズリングス、レインブームス、サンセットシマー（レベッカ・ショイチェット）およびコーラス

  - "Rainbooms Battle"
    - "Welcome to the Show"の間奏曲。歌詞はないが、ダズリングスとトワイライトスパークルの歌声が入る。サウンドトラック未収録。
- エンディングテーマ - "Shine Like Rainbows"
  - 作詞 - ダニエル・イングラム / 歌 - レインブームス、サンセットシマーおよびコーラス
- その他
  - （曲名不明）
    - 劇中のバンド対決でスニップスとスネイルズが披露したラップ。日本語版で唯一吹き替えられた曲。サウンドトラック未収録。

  - "Music to My Ears"
    - 作曲 - ダニエル・イングラム
    - 本作公開前にYouTubeで配信されたインストゥルメンタル曲。ボーナス・トラックとしてサウンドトラックに収録。

  - "Perfect Day for Fun"
    - 作詞 - エイミー・キーティング・ロジャース、ダニエル・イングラム / 作曲 - ダニエル・イングラム / 歌 - レインブームス
    - 本作公開前にYouTubeで配信された曲。サウンドトラック未収録。

  - "Friendship Through the Ages"
    - 作詞・作曲 - ダニエル・イングラム / 歌 - レインブームス
    - 本作公開後にYouTubeで配信された曲。次作のサウンドトラックに収録。

  - "Life is a Runway"
    - 作詞・作曲 - ダニエル・イングラム / 歌 - ラリティ（カズミ・エバンス）およびコーラス（カイリー・ジョンストン）
    - 本作公開後にYouTubeで配信された曲。次作のサウンドトラックに収録。

  - "My Past is Not Today"
    - 作詞・作曲 - ダニエル・イングラム / 歌 - サンセットシマー
    - 本作公開後にYouTubeで配信された曲。次作のサウンドトラックに収録。